# 納維拉伊
23°03′54″S 54°11′27″W / 23.06500°S 54.19083°W

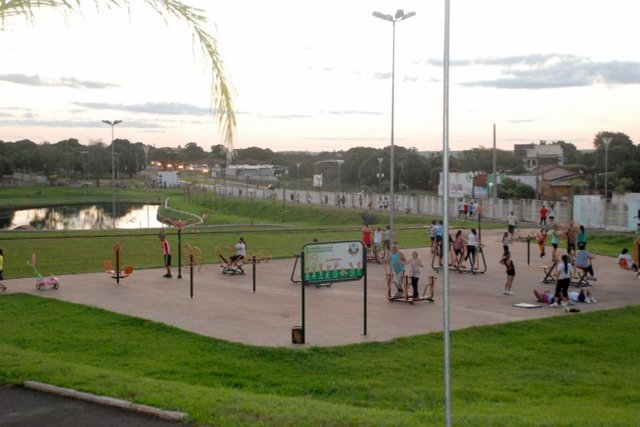
納維拉伊

納維拉伊（葡萄牙語：Naviraí），是巴西的城鎮，位於該國西部，由南馬托格羅索州負責管轄，始建於1952年11月11日，面積3,194平方公里，海拔高度362米，2014年人口50,692，人口密度每平方公里15.87人。